# Hans Georg Heß
Hans Georg Heß ist ein ehemaliger deutscher Basketballspieler und -trainer.

## Laufbahn
Heß spielte Fußball und betrieb Leichtathletik, ehe er sich auf den Basketballsport konzentrierte. Er schaffte 1968 von der Jugend des MTV 1846 Gießen den Sprung in den Bundesliga-Kader. 1975 und 1978 gewann der 1,88 Meter große Spielmacher mit dem MTV den deutschen Meistertitel, 1969, 1973, 1979 siegte Hess mit der Mannschaft im DBB-Pokal. Beim Titelgewinn 1975 war Heß stellvertretender Mannschaftskapitän und 1978 Mannschaftskapitän. Hinzu kamen Europapokaleinsätze mit Gießen sowie Länderspiele mit der bundesdeutschen Nationalmannschaft. Kurz vor den Olympischen Spielen 1972 in München bestritt er sein Länderspieldebüt, wurde letztlich aber nicht in das Olympiaaufgebot berufen. Bis 1977 lief er in 27 Länderspielen für die BRD auf.
Zwischen 1984 und 1987 war Heß unter Günther Lindenstruth Co-Trainer des MTV. 1987 führte das Gespann die Männerturner ins Playoff-Halbfinale der Basketball-Bundesliga sowie Endspiel des DBB-Pokals. Später wurde Hess Trainer des TSV Krofdorf-Gleiberg sowie beim VfB 1900 Gießen und spielte im Seniorenbereich für den Verein.